# Citharinus congicus
Citharinus congicus är en fiskart som beskrevs av Boulenger, 1897. Citharinus congicus ingår i släktet Citharinus och familjen Citharinidae. IUCN kategoriserar arten globalt som livskraftig. Inga underarter finns listade i Catalogue of Life.